# 馬龍尼禮天主教泰爾總教區
馬龍尼禮天主教泰爾總教區（拉丁語：Archidioecesis Tyrensis Maronitarum）是黎巴嫩一個東儀天主教總教區（馬龍尼禮），直屬聖座。
泰爾就是聖經時代的提洛，馬龍尼禮教會1736年設立泰爾暨賽頓教區，20世紀初分開。1965年升為總教區。2010年有廿九名司鐸、廿二個堂區、42,500名教友。現任教區總主教為舒凱拉拉-納比勒‧哈吉。